# Verbascum oreodoxum
Verbascum oreodoxum är en flenörtsväxtart som beskrevs av Hub.-mor.. Verbascum oreodoxum ingår i släktet kungsljus, och familjen flenörtsväxter. Inga underarter finns listade i Catalogue of Life.